# NGC 4171
NGC 4171 (بالإنجليزية: NGC 4171)‏ الذي يرمز له بالرمز NGC 4171، هو نجم، ومجرة، في كوكبة الهلبة.

## الاكتشاف
اكتشف في 10 مايو 1864.